# Безголосовська сільська рада
Безголо́совська сільська рада (рос. Безголосовский сельский совет) — сільське поселення у складі Алейського району Алтайського краю Росії.
Адміністративний центр та єдиний населений пункт — село Безголосово.

## Населення
Населення — 587 осіб (2019; 629 в 2010, 741 у 2002).